# Dysglyptogona morada
Dysglyptogona morada là một loài bướm đêm trong họ Noctuidae.